# PodcastAD
PodcastAD（ポッドキャストアド）は、電通、サイバー・コミュニケーションズ、オトバンクの3社で2008年2月6日にリリースをしたポッドキャスト音声コンテンツへのネットワーク型広告配信システム。

## 概要
PodcastADは、Podcast番組の前後に挿入される、音声広告である。Podcast広告サーバー（CMサーバー）から配信される音声広告(音声CMファイル)をPodcast番組に自動的に挿入し、1つのコンテンツファイルとしてダウンロード配信される仕組みである。コンテンツファイルの配信ごとに音声広告を結合しているため、CMの配信期間、CM素材、CM配信数の指定が可能になった。
2009年3月12日からJ-WAVE、ラジオNIKKEIに加え新たにTBSラジオの番組であるJUNKを始めとする12番組が参加した。これにより番組総数で月間700万ダウンロードを超えるコンテンツ群となる。
2011年にウェブサイトが非公開となり、現在はサービスを終了している。

## 参加ラジオ局及び番組（2010年1月6日現在）
- TBSラジオ：バナナマンのバナナムーン、おぎやはぎのメガネびいき、爆笑問題カーボーイ、エレ片のコント太郎、雨上がり決死隊べしゃりブリンッ!、ケンドーコバヤシのテメオコ、アンタッチャブルのシカゴマンゴ、加藤浩次の吠え魂、ともとものヤギさん、おいで〜♪、ライムスター宇多丸のウィークエンド・シャッフル、ロックばん外伝　高見沢俊彦スペシャル、森本毅郎・スタンバイ!、小島慶子 キラ☆キラ、瓜生明希葉 a piece of laughing、キャナァーリ倶楽部〜以心伝心〜

- J-WAVE：TOKYO PREMIERE、角谷浩一の映画大好き！ムービーパラダイス

- ラジオNIKKEI：夕焼けマーケッツ